# Fenilazida
La fenilazida es un compuesto orgánico cuya fórmula es C6H5N3. Es una de las azidas orgánicas prototípicas. Es un líquido aceitoso de color amarillo pálido con un olor acre. La estructura consta de un sustituyente azida lineal unido a un grupo fenilo. El ángulo C−N=N es de aproximadamente 120°.

## Preparación
La fenilazida se prepara mediante la diazotización de fenilhidrazina con ácido nitroso:
C6H5NHNH2 + HNO2 → C6H5N3 + 2 H2O
Los yoduros de arilo que contienen sustituyentes atractores de electrones se someten a metátesis con azida de sodio en presencia de Cu(I), ascorbato de sodio y N,N'-dimetiletano-1,2-diamina (DMEDA):
RC6H4I + NaN3 → RC6H4N3 + NaI

## Reacciones químicas
La azida de fenilo añade ciclos a los alquenos y especialmente a los alquinos, en particular a los que tienen sustituyentes electronegativos. En un ejemplo clásico de la química click, la fenilazida y el fenilacetileno reaccionan para dar difenil triazol.
La azida de fenilo reacciona con la trifenilfosfina para dar el "reactivo de Staudinger" trifenilfosfina fenilimida (C6H5NP(C6H5)3).
La termólisis induce la pérdida de N2 para dar el altamente reactivo fenilnitreno C6H5N.

## Seguridad
Al igual que con muchas otras azidas, la fenilazida presenta un riesgo de explosión, por lo que se recomienda un escudo protector contra explosiones durante la purificación y la manipulación. Las destilaciones son peligrosas. Organic Syntheses recomienda un vacío de 5 mm Hg para obtener un punto de ebullición de '66–68 °C/21 mm. con una temperatura de baño de 70–75 °C.' La sustancia pura se puede almacenar en la oscuridad, en frío, e incluso entonces la vida útil es de solo semanas.